# Bạt-kỳ

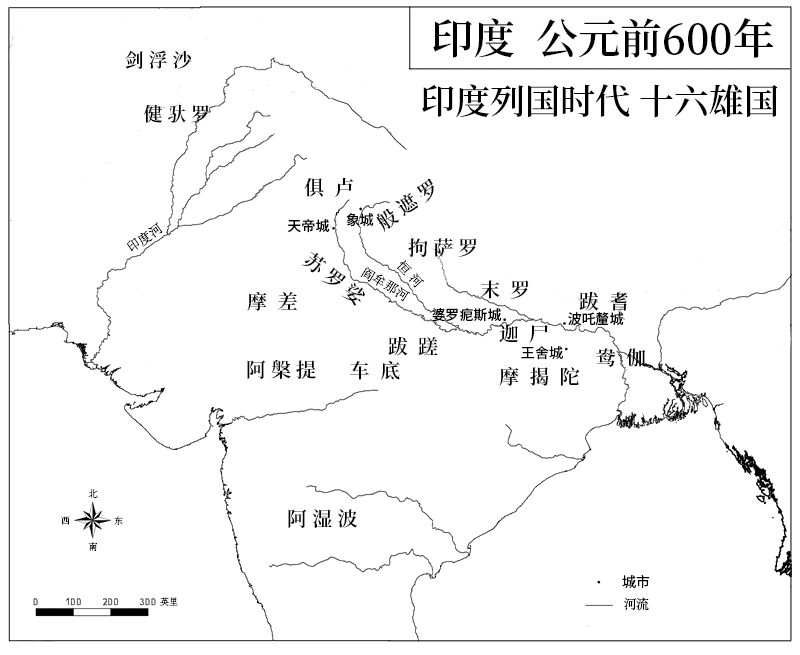
Bản đồ Ấn Độ cổ đại

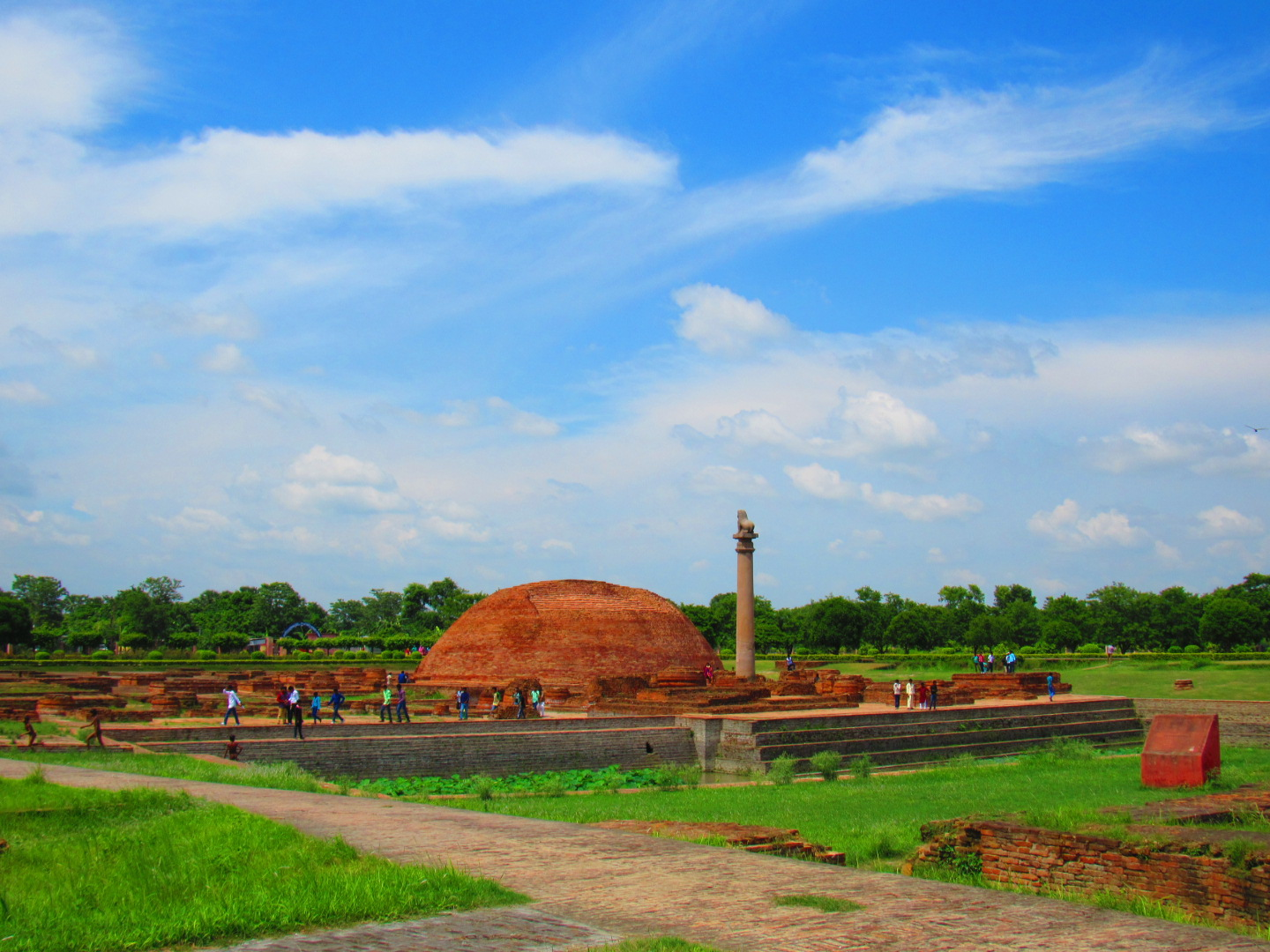
Tàn tích của giảng đường ở Vaishali, trụ đá Ashoka hiện có và bảo tháp Ananda

Bạt-kỳ (chữ Hán: 跋耆; tiếng Phạn: वृजि, vṛji hay व्रज, vrajá, tiếng Pali:Vajji), còn gọi là Bạt-đồ (跋闍), Phất-lật-thị (弗栗恃), Phật-lật-thị (佛栗氏), là một trong mười sáu tiểu quốc Ấn Độ cổ đại có thế lực lớn vào thế kỷ thứ 6 trước Công nguyên, với kinh đô là Vaishali. Lãnh thổ tiểu quốc này nằm ở khu vực phía bắc sông Hằng thuộc bang Bihar ngày nay, kéo dài về phía đông đến phần phía đông của Nepal ngày nay, và giáp với sông Gandaki, biên giới với tiểu quốc Kosala và Mala ở phía tây.

## Thuyền thuyết khai sinh
Theo tài liệu Thiện kiến Tỳ-bà-sa luật (Samantapasadika-Vinaya), tương truyền dòng dõi nhà vua cai trị xứ Bạt-kỳ vốn từ một cặp sinh đôi nam nữ do vương hậu của tiểu quốc Ba-la-nại sinh ra. Khi mới chưa đầy một tháng tuổi, cặp đôi này đã bị bỏ vào trong một cái làn và thả trôi sông, nhưng may mắn được các tu sĩ vớt được và nhận làm con nuôi. Về sau, được những người chăn trâu tiếp tục nuôi dưỡng, khi trưởng thành, cặp đôi cưới nhau, con cháu họ dần đông đảo, cai trị những người chăn trâu, phát triển thành tiểu quốc Vaishali.

## Lịch sử
Khu vực mà bộ tộc Bạt-kỳ phân bố là phía bắc sông Hằng và phía nam dãy núi Himalaya. Các bộ tộc Liche, Mara, Koli và Shakya đều là một nhánh của tộc Bạt-kỳ.
Trong các kinh A-hàm có ghi rằng vua xứ Ma-kiệt-đà (Magadha) là A-xà-thế muốn thôn tính xứ Bạt-kỳ, từng sai đại thần đến hỏi với Đức Phật về việc chinh phạt. Thực hư câu chuyện là chưa thể xác định, nhưng kết quả A-xà-thế đã thành công trong việc thôn tính tiểu quốc Bạt-kỳ. Kinh văn Kỳ Na giáo chép rằng A-xà-thế đã chuyển bại thành thắng khi sử dụng máy bắn đá và công cụ hãm thành, sau đó thôn tính cả xứ Bạt-kỳ.
Sau khi tiểu quốc Bạt-kỳ sụp đổ, bộ tộc Bạt-kỳ vẫn tồn tại. Trong kinh điển Phật giáo có ghi lại rằng một trăm năm sau khi Đức Phật nhập diệt, Tỳ kheo Da-xá, một trưởng lão của tiểu quốc Matura ở miền tây Ấn Độ, đã đến thành Tỳ-xá-ly ở miền đông, và thấy các nhà sư Bạt-kỳ địa phương đang xin tiền từ người dân vào ngày bố-tát. Ngài tuyên bố điều này là bất hợp pháp, do đó đã gây nên mâu thuẫn với các nhà sư địa phương, dẫn đến việc ngài bị trục xuất. Tỳ kheo Da-xá trở về miền Tây và thỉnh các đại sư khác đến Tỳ-xá-ly để phân xử. Các tỳ kheo Bạt-kỳ cũng tập hợp để tranh luận giới luật với các trưởng lão miền Tây. Kết quả là kỳ kết tập thứ hai được tổ chức với tự tham dự của 700 người, và cho ra kết luận về Mười điều phi Pháp.
Tài liệu Đảo sử của Thượng tọa bộ ghi lại: "Sau sự việc này, tăng chúng Bạt-kỳ triệu tập 10.000 tăng sĩ, kết tập kinh luật, tu sửa giáo nghĩa nhà Phật". .
Tài liệu Đại Đường Tây Vực ký quyển 7 có ghi chép về tiểu quốc Bạt-kỳ như sau: "...đến nước Phất-lật-thị (người phương Bắc gọi là nước Tam-đại-thị, Bắc Ấn Độ). Nước Phất-lật-thị chu vi hơn bốn nghìn dặm, dài từ đông sang tây, hẹp từ bắc xuống nam. Đất đai màu mỡ, hoa trái tươi tốt. Khí hậu hơi lạnh, bản chất con người nóng nảy, đa phần theo ngoại đạo, ít tin vào Phật pháp. Có hơn mười ngôi già-lam, tăng chúng giảm đi một nghìn, tu tậo theo cả Đại Tiểu nhị thừa. Có hàng chục đền thờ Phạm thiên, người theo ngoại đạo rất đông. Kinh thành là Chiêm-thú-nhã, phần nhiều đã bị hư hại. Khu cố cung vẫn còn hơn 3.000 ngôi nhà, giống như một ngôi làng trong thành. Phía đông bắc sông lớn có một ngôi già-lam, tăng chúng tuy ít, nhưng tu học thanh cao..."